# Веселовський (Ясненський міський округ)
Весело́вський (рос. Веселовский) — селище у складі Ясненського міського округу Оренбурзької області, Росія.

## Населення
Населення — 499 осіб (2010; 802 у 2002).
Національний склад (станом на 2002 рік):
- росіяни — 64 %